# ردود الأفعال على هجمات 11 سبتمبر

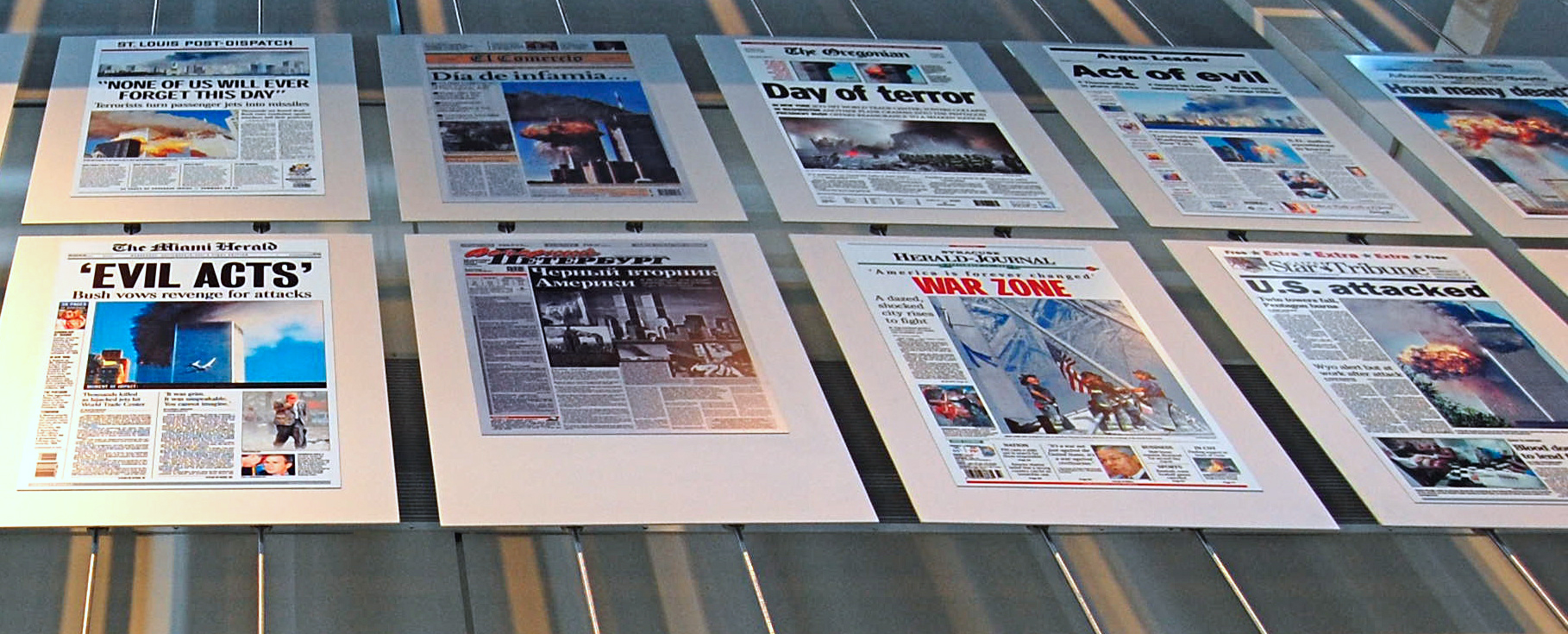
لوحة للمتحف تظهر العناوين الرئيسية في 12 سبتمبر في أمريكا وفي جميع أنحاء العالم. ومعظم الصور الواردة على العناوين هي صور للرحلة 175 لشركة الخطوط الجوية المتحدة التي أصابت البرج الجنوبي.

تضمنت ردود الأفعال على هجمات 11 سبتمبر إدانة من زعماء العالم، وممثلين سياسيين ودينيين آخرين، ووسائل الإعلام الدولية، بالإضافة إلى العديد من النصب التذكارية والتأبينات في جميع أنحاء العالم. وقد أدانت حكومات العالم الهجمات على نطاق واسع، بما في ذلك تلك التي تعتبر تقليديًا معادية للولايات المتحدة، مثل كوبا وإيران وليبيا وكوريا الشمالية. ومع ذلك، في حالات قليلة، تم الإبلاغ عن احتفالات بالهجمات، واتهمت بعض الجماعات والأفراد الولايات المتحدة في الواقع بتنفيذ الهجمات على نفسها.
وقد أدخلت العديد من الدول تشريعات لمكافحة الإرهاب وجمَّدت الحسابات المصرفية للشركات والأفراد الذين يشتبه في أن لهم صلات بتنظيم القاعدة وزعيمها أسامة بن لادن، المتهمون بارتكاب الهجمات.

## الولايات المتحدة
في أعقاب الهجمات مباشرةً، أعلنت إدارة بوش الحرب على الإرهاب، مع الأهداف المعلنة بإحضار أسامة بن لادن وتنظيم القاعدة إلى العدالة ومنع ظهور شبكات إرهابية أخرى. كان يجب تحقيق هذه الأهداف عن طريق فرض عقوبات اقتصادية وعسكرية ضد الدول التي ينظر إليها على أنها تؤوي الإرهابيين وزيادة المراقبة العالمية وتبادل المعلومات الاستخبارية. في غضون ساعات بعد هجمات 11 سبتمبر، تكهن وزير الدفاع رامسفيلد بتورط صدام حسين المحتمل وأمر مساعديه بوضع خطط لضرب العراق؛ على الرغم من عدم وجود أساس لذلك، ساهم الربط في القبول العام لغزو العراق عام 2003. كانت ثاني أكبر عملية للحرب العالمية على الإرهاب خارج الولايات المتحدة، وأكبر العمليات المرتبطة مباشرةً بالإرهاب، هي الإطاحة بحكم طالبان من أفغانستان، على أيدي تحالف تقوده الولايات المتحدة.

### المسلمون الأمريكيون
أُعلن في بيان مشترك بين تحالف الأمريكيين المسلمين، ومجلس الأمريكيين المسلمين، ورابطة العلماء والمهندسين المسلمين، ورابطة العلماء الاجتماعيين المسلمين، ومجلس العلاقات الأمريكية الإسلامية، والرابطة الطبية الإسلامية لأمريكا الشمالية، والدائرة الإسلامية لأمريكا الشمالية، والجمعية الإسلامية لأمريكا الشمالية، ومكتب الإمام وارث الدين محمد، والجمعية الإسلامية الأمريكية ومجلس الشؤون العامة الإسلامية:

### ردود الفعل اليسارية
ووفقًا للمثقفين اليساريين مايكل والزر، وليو كيسي، ومايكل كازين، وجيمس بي. رول، وآن سنيتو، الذين يكتبون في مجلة ديسينت، فإن أحد ردود اليسار الأمريكي على هجمات 11 سبتمبر كان إلقاء اللوم على الأعمال الأمريكية، بما في ذلك حرب الخليج، والعقوبات ضد العراق، ودعم المملكة العربية السعودية، ودعم إسرائيل، ما حرَّض على تنفيذ هجوم 11 سبتمبر. ووصف والزر في وقت لاحق رد اليسار على هجمات 11 سبتمبر بأنه «فشل راديكالي.»

### ردود فعل مسيحية أمريكية مثيرة للجدل
بعد يومين من الهجمات، على البرنامج التلفزيوني المسيحي The 700 Club، وصف المبشر التلفزيوني جيري فالويل الحدث بأنه عقاب من الله وألقى باللوم على «الوثنيين» و«المجهضين» و«النسويين» و«المثليين والمثليات»، مدعيًا أنهم «ساعدوا في حدوث ذلك». ووافق المضيف بات روبرتسون على التصريحات. تعرض الإنجيليان لهجوم من الرئيس جورج دبليو بوش بسبب تصريحاتهما واعتذر فالويل لاحقًا.

## ردود الأفعال الدولية
بعد الهجمات، أعربت العديد من الحكومات والمنظمات في العالم الغربي والعديد من الحلفاء الموالين للولايات المتحدة عن صدمتهم وتعاطفهم، وكانوا يدعمون الجهود المتنامية لمكافحة الإرهاب. وهي تتمثل فيما يلي:
- الأرجنتين: أعرب الرئيس الأرجنتينى فرناندو دي لا روا عن «رفضه المطلق» للهجمات الإرهابية، وقدم مساعدة للولايات المتحدة تتجسد في شكل مساعدات طبية وإنسانية دعمًا للتدخل الذي تقوده الولايات المتحدة في أفغانستان. كما أدان أومبيرتو روجيرو، رئيس حزب العدالة المعارض في ذلك الوقت، الهجمات، كما فعل أعضاء آخرون في الحكومة والمجتمع.[10][11]
- أستراليا: كان رئيس الوزراء الأسترالي جون هوارد في واشنطن العاصمة صباح يوم الهجوم، واستحضر معاهدة أنزوس، قائلاً إنها أظهرت «التزام أستراليا الثابت بالعمل مع الولايات المتحدة.»[12][13]
- النمسا: قُرعت أجراس الكنائس في انسجام تام.[14]
- بلجيكا: مئات الأشخاص تشابكت أيديهم لتشكيل سلسلة بشرية تظهر التضامن أمام مركز التجارة العالمي في بروكسل.[15]
- البرازيل: وضعت مدينة ريو دي جانيرو لوحات إعلانية تظهر تمثال المسيح الفادي الشهير في المدينة، الذي يحتضن أفق مدينة نيويورك.[16]
- بلغاريا: تجمع الناس في ساحات البلدات لإضاءة الشموع والصلاة.[15]
- كندا: قال رئيس الوزراء الكندي جان كريتيان عن الهجمات: «من المستحيل أن نفهم تمامًا الشر الذي كان سيثير مثل هذا الاعتداء الجبان والفاسد على آلاف الأبرياء.»[17] قامت هيئة النقل الكندية والمؤسسة الكندية لتعليم الملاحة الجوية بتفعيل بروتوكولات الطوارئ وبدأتا عملية الشريط الأصفر استجابةً للطائرة الأولى التي أصابت مركز التجارة العالمي، مما سمح لجميع الرحلات الجوية التجارية الداخلة إلى الولايات المتحدة بالهبوط في المطارات الكندية والبقاء هناك. وقد تم توجيه العديد من تلك الرحلات إلى مطار غاندر الدولي، حيث تم نشر أفراد شرطة الخيالة الملكية الكندية. تم إيواء المسافرين الأجانب وتغذيتهم في غاندر في أعقاب الهجمات.
- بورما: وجهت الحكومة البورمية خطابًا إلى الأمم المتحدة في 30 نوفمبر 2002 تحدد فيه التزامها بجميع جهود مكافحة الإرهاب. وأعلنت الحكومة البورمية معارضتها للإرهاب وأعلنت أن المسؤولين الحكوميين لن يسمحوا باستخدام البلاد كملاذ آمن أو مكان للتخطيط للأعمال الإرهابية وتنفيذها.[13]
- الصين: قال الرئيس جيانغ زيمين إنه «صُدم» وأرسل تعازيه للرئيس بوش، بينما قالت وزارة الخارجية إن الصين «تعارض كل أشكال» الإرهاب.[13][18] وفي بكين، زار عشرات الآلاف من الأشخاص السفارة الأمريكية، تاركين الزهور والبطاقات وأكاليل الجنازة ومذكرات التعزية المكتوبة بخط اليد على الرصيف أمام السفارة.
- كرواتيا: خصص الكثير من أطفال المدارس في دوبروفنيك بعض الوقت للوقوف لحظة صمت، وأعلنوا يوم حداد وطني.
- كوبا: عبرت الحكومة الكوبية عن آلامها وتضامنها مع خصمها القديم وعرضت تقديم تسهيلات طبية وجوية للمساعدة.
- جمهورية التشيك: تم إعلان أيام الحداد الوطني.[15]
- إثيوبيا: توجه الإثيوبيون بالدعوات.
- إستونيا: بعث الرئيس الإستوني لينارت ميري برسالة تعزية إلى جورج دبليو بوش قال فيها: «لقد وقفت إستونيا مع الولايات المتحدة في الماضي ونقف مع أصدقائنا الأمريكيين في هذه المأساة.» وأضاف: «يجب محاربة الإرهاب بجميع أشكاله بكل الوسائل الممكنة، وسوف تدعم إستونيا الولايات المتحدة في تقديم المسؤولين عن الهجوم إلى العدالة.»[19]
- فنلندا: توقفت الحافلات ووسائل النقل العام الأخرى لتكريم ضحايا الهجمات.[15]
- فرنسا: نشرت صحيفة لو موند الفرنسية الموثوقة عنوانًا رئيسيًا في الصفحة الأولى «كلنا أمريكيون». وفي أعقاب الهجمات، أصدر الرئيس الفرنسي آنذاك جاك شيراك بيانًا: «لقد علمت فرنسا بالكثير من التعاطف بهذه الهجمات الوحشية - التي لا يوجد وصف آخر لها - التي ضربت الولايات المتحدة مؤخرًا. وأريد أن أضيف هنا - إن الشعب الفرنسي بأسره يقف بجانب الشعب الأمريكي في هذه الظروف المروعة. وتُعرب فرنسا عن صداقتها وتضامنها في هذه المأساة. وأؤكد طبعًا دعمي الكامل للرئيس بوش. وكما تعلمون، أدانت فرنسا الإرهاب وتدينه بلا تحفظ، وترى أن من واجبنا محاربة الإرهاب بكافّة الوسائل».
- ألمانيا: وصف المستشار غيرهارد شرودر الهجمات بأنها «إعلان حرب ضد العالم المتحضّر بأسره». وطالبت السلطات فرانكفورت، العاصمة المالية للبلاد، بإغلاق جميع ناطحات السحاب الرئيسية. وألغى المتحف اليهودي الجديد في برلين افتتاحه أمام الجمهور.[18] في برلين، قام 200 ألف ألماني بمسيرة لإظهار تضامنهم مع أمريكا. بعد ثلاثة أيام من الهجمات، انتظم طاقم المدمرة الألمانية لوتينس في صفوف لإلقاء التحية أثناء اقترابهم من المدمرة الأمريكية يو إس إس وينستون تشرشل، مع رفع العلم الأمريكي وراية كُتب عليها «نحن نقف إلى جانبكم».[20]
- اليونان: عبّر رئيس الوزراء كوستاس سيميتيس عن استيائه من الهجمات على الولايات المتحدة قائلًا إن «اليونان تُدين، بشكل قاطع، هذه الأعمال المروّعة. ونأمل تحديد الجناة وتقديمهم إلى العدالة على الفور». واتصل العديد من المواطنين اليونانيين بالسفارة الأمريكية لتقديم دعمهم والتعبير عن غضبهم من الهجمات. كما عُزّز الأمن في السفارات الأمريكية والأوروبية الأخرى في أثينا. كان مرشح المعارضة كوستاس كارامانليس في الولايات المتحدة في ذلك الوقت، وحضر افتتاح قسم الدراسات اليونانية في جامعة تافتس في بوسطن. وأعلن كرامنليس عن إدانته للهجمات أيضًا.
- غرينلاند: تجمع الناس في نوك، وساحات البلدات الأخرى لإضاءة الشموع والصلاة.[15]
- المجر: ربط رجال الإطفاء شرائط سوداء على شاحناتهم تكريمًا للضحايا.[15]
- الهند: أعلنت الهند حالة التأهب القصوى في معظم مدنها الكبرى وعبرت عن «أعمق التعاطف» إلى الولايات المتحدة وأدانت الهجمات.[21] رفع الأطفال في البلاد لافتات كتب عليها «هذا هجوم علينا جميعًا».[15]
- أيرلندا: تم إعلان يوم حداد وطني في 14 سبتمبر وأُقيم قداس لإحياء الذكرى في 12 سبتمبر؛ وكانت أيرلندا واحدة من الدول القليلة التي تقيم يوم تأبين. وقد حضرها رئيس الوزراء بيرتي أهيرن والرئيسة ماري ماكاليز.
- إيطاليا: أوقف سائقو سيارات السباق الذين يستعدون لسباق الجائزة الكبرى الإيطالي محركاتهم احترامًا لضحايا الهجمات.[15] وشاركت فيراري بسياراتها دون رعاة ومقدمة سوداء تعبيرًا عن الاحترام أثناء سباق الجائزة الكبرى الإيطالي.[22] وقف الطلاب والعاملون في القطاع العام حدادًا لمدة ثلاث دقائق.
- اليابان: قال رئيس الوزراء الياباني جونيشيرو كويزومي، «هذا عمل شائن ووحشي من أعمال العنف ضد الولايات المتحدة لا يغتفر». تم اتخاذ الاحتياطات الأمنية الخاصة في جميع منشآت جيش الولايات المتحدة.[18]
- كينيا: قدم شعب الماساي في قرية كينية 14 بقرة لمساعدة ودعم الولايات المتحدة بعد الهجمات.[23]
- كوريا الشمالية: نقلت وكالة الأنباء المركزية الكورية التي تديرها الدولة عن متحدث باسم وزارة الخارجية الكورية الشمالية في بيونغ يانغ قوله: «إن الحادثة المؤسفة للغاية والمأساوية يذكرها مرة أخرى بخطورة الإرهاب. كعضو في الأمم المتحدة، تعارض كوريا الديمقراطية جميع أشكال الإرهاب وأي دعم لها... وسيظل هذا الموقف دون تغيير».[24][25]
- كوريا الجنوبية: مباشرةً بعد الهجمات، أصدر رئيس كوريا الجنوبية تعليماته لجميع الوزارات المتاحة لتقييم الوضع، وضمان سلامة جميع مواطني كوريا الجنوبية الذين يعيشون في المناطق المتضررة.[26] وقدّم تعازيه لاحقًا، مع التصريح قائلًا إنه «يود أن ينقل أخلص تعازينا وتعاطفنا إلى شعب الولايات المتحدة لخسارتهم الفادحة وألمهم ومعاناتهم التي تكبّدوها بسبب الهجوم الإرهابي». وأعرب عن دعمه للرئيس بوش وللولايات المتحدة، وقدّم دعمه ومساعدته الكاملين.[27] كما عزّزت كوريا الجنوبية تشريعاتها ومؤسساتها المحلية لمكافحة الدعم المالي للإرهاب، بما في ذلك إنشاء وحدة استخبارات مالية.[13]
- لاوس: عبّرت حكومة لاوس عن إدانتها لكافة أشكال الإرهاب وتأييدها للحرب العالمية على الإرهاب. وقد أصدر مصرفها الوطني، بنك لاوس، أمرًا بتجميد الأصول الإرهابية وطلب من البنوك تحديد مواقع هذه الأصول والاستيلاء عليها، رغم أن البلاد ما زالت بطيئة في التصديق على الاتفاقيات الدولية لمكافحة الإرهاب.[13]
- لاتفيا: بعثت رئيسة لاتفيا فايرا فيكه فريبيرغا بتعازيها إلى جورج بوش، بينما صرّح رئيس الوزراء أندريس برزينس قائلًا: «آمل ألا يكون هناك تهديد، لكن يجب أن نكون مستعدين لأي شيء».[28]
- ليتوانيا: أعرب الرئيس فالداس أدامكوس خلال زيارته لجورج بوش في واشنطن العاصمة، عن تعاطفه مع الضحايا وعن خالص تعازيه لبوش والشعب الأمريكي. في رسالة وجهها إلى الرئيس بوش، عن «تعاطف الشعب الليتواني وتضامنه مع الضحايا وعائلاتهم. إن ليتوانيا تُدين بشدة الإرهاب الدولي وتأمل أن يتم إيجاد منظمي هذه الهجمات وتقديمهم إلى العدالة. سيدي الرئيس، أود أن أؤكد لكم إن ليتوانيا ستواصل دعمها للولايات المتحدة في محاربة الإرهابيين».[28]
- المكسيك: عززت المكسيك إجراءاتها الأمنية، ممّا تسبب باختناقات مرورية هائلة على الحدود مع الولايات المتحدة وقال مسؤولون إنهم يفكرون بإغلاق الحدود بأكملها. أعرب الرئيس فيسنتي فوكس عن «تضامننا وأعمق تعازينا».[18]
- منغوليا: أدان الممثل الدائم لمنغوليا السفير جارغالسايخاني إنخسايكان الهجمات ووصفها بأنها «بربرية» و«بشعة» وادعى: «إن المجتمع العالمي لم يدين هذه الأعمال البربرية بشدة فحسب، وكرر عزمه على مكافحة جميع مظاهر الإرهاب».[29]
- نيوزيلندا: ذكر رئيسة الوزراء النيوزيلندية هيلين كلارك «إنه نوع من الأشياء التي لن يحلم بها أسوأ سيناريو سينمائي»،[30] وكشف استطلاع ديبغيبول أجرته صحيفة هيرالد النيوزيلندية أنه بعد الهجمات، أيد ثلثا النيوزيلنديين تعهدًا بالقوات إلى أفغانستان.[13][31]
  - في عام 2003، بدأت نيوزيلندا في إدارة «صندوق أمن المحيط الهادئ» للدول الضعيفة في منطقة المحيط الهادئ بهدف تأمين ومنع الإرهاب من دخول المنطقة، وهناك صندوق سنوي بقيمة 3 ملايين دولار نيوزيلندي تدفعه وزارة الخارجية والتجارة النيوزيلندية ويستخدم لتقديم الدعم لبلدان جزر المحيط الهادئ.[32]
- النرويج: توقفت الترام والحافلات أيضا في النرويج بدافع الاحترام.[15]
- الفلبين: أرسلت الرئيسة الفلبينية غلوريا ماكاباغال أرويو رسالة إلى الرئيس بوش تضمن سلامة المرافق الأمريكية في الفلبين. وقالت إن «لا شيء يمكن أن يصف صدمة ورعب البشرية جمعاء في مواجهة أعمال الإرهاب التي لا يمكن تصورها التي ألحقت بالولايات المتحدة». وأضافت أن الشعب الفلبيني يعرب عن تعازيه لجميع ضحايا الهجمات. كما أمرت أرويو القنصلية الفلبينية في نيويورك بالبحث عن الضحايا الفلبينيين للهجمات وتأكيدهم.[33] ومنذ ذلك الحين، قدمت الفلبين مساعدة طبية لقوات التحالف، والإذن العام للتحليق، وحقوق الهبوط للطائرات الأمريكية المشاركة في عمليات الحرية الدائمة، وبدأ الكونغرس الفلبيني تمرير قانون مكافحة غسل الأموال لعام 2001 في 29 سبتمبر.[13]
- بولندا: أطلق رجال الإطفاء وغيرهم من عمال الإنقاذ المحترفين صفارات الإنذار للسيارات الخاصة بهم، مما أطلق نحيب جماعي بعد ظهر دافئ: كما اعرب العديد من البولنديين عن تعاطفهم من خلال اشعال مئات الشموع امام السفارة الأمريكية في وارسو.[15][34]
- رومانيا: عقدت العديد من الكنائس والأديرة في رومانيا صلاة تذكارية تكريما للضحايا.[15]
- روسيا: تم وضع القوات الروسية في حالة تأهب ردا على الهجمات. عقد الرئيس فلاديمير بوتين اجتماعًا طارئًا لمسؤولي الأمن وقال إنه يؤيد استجابة صعبة لهذه «الأفعال البربرية».[18] كما أبلغ كوندوليزا رايس عبر الهاتف أنه سيتم وضع كل عداء موجود مسبقًا بين البلدين جانباً بينما تتعامل أمريكا مع المأساة. في موسكو، تم تصوير النساء اللواتي لم يتحدثن الإنجليزية ولم يسبق لهن أن ذهبن إلى أمريكا في فيلم ينتحبون أمام إجلال مؤقت على الرصيف. بالإضافة إلى ذلك، صمتت محطات التلفزيون والإذاعة لإحياء ذكرى الموتى.[15]
- سنغافورة: أدان رئيس الوزراء غو تشوك تونغ الهجمات وتعهد بدعم عمليات مكافحة الإرهاب التي تقودها الولايات المتحدة.[35] بعد الهجمات، بدأت الحكومة السنغافورية بالتحقيق في خلية إرهابية محتملة داخل حدودها.[13]
- جنوب أفريقيا: أوقف رئيس جنوب أفريقيا جميع البث وترك في الخلوة لبقية اليوم بعد عرضه الدعم المالي للولايات المتحدة.
- السويد: توقفت الترام والحافلات في السويد بدافع احترام الضحايا.[15]
- جمهورية الصين (تايوان): قال رئيس جمهورية الصين تشن شوي بيان إن جمهورية الصين «ستدعم بالكامل روح وتصميم حملة مكافحة الإرهاب، فضلاً عن أي تدابير موضوعية فعالة يمكن اعتمادها» وأعلنت أنها ستلتزم تماماً باتفاقيات الأمم المتحدة الـ 12 لمكافحة الإرهاب، على الرغم من أنها عضو سابق في الأمم المتحدة. وعزز البلد القوانين المتعلقة بغسل الأموال وقانون الإجراءات الجنائية بعد فترة وجيزة من الهجمات. وذكرت أيضا أن بوش أعلن أن الولايات المتحدة ستفعل «كل ما يتطلبه الأمر لمساعدة تايوان على الدفاع عن نفسها».[13][36]
- تايلاند: أدان رئيس الوزراء تاكسين شيناواترا الهجمات وقال إن بلاده ستقف إلى جانب الولايات المتحدة في التحالف الدولي لمكافحة الإرهاب. كما أدان قادة الحكومة التايلاندية الهجمات وتعهدوا بالتعاون في جهود مكافحة الإرهاب بين الوكالات التايلاندية والأمريكية، والتزموا بالتوقيع على جميع اتفاقيات الأمم المتحدة لمكافحة الإرهاب.[37]
- أوكرانيا: أعلنت على الفور تضامنها مع الولايات المتحدة وعرضت دعما معنويا وتقنيا وعسكريا في حدود هياكلهم الأساسية. أصدر البرلمان الأوكراني ثلاثة قرارات لصالح مساعدة الولايات المتحدة في أعقاب الهجمات. وأعرب عضو الكونغرس بوب شافر عن امتنانه لأوكرانيا وموقفها من الإرهاب قائلاً: «إن إدانة أوكرانيا للإرهاب الدولي، ودعمها المقدر في الحرب على الإرهاب، وقوانينها القوية التي تم سنها حديثًا لمكافحة الإرهاب، والتزامها بالقتال إلى جانب الولايات المتحدة وحلفائها من أجل المجتمع المدني والديمقراطية يوضح الدور الذي تنوي أوكرانيا وشعبها القيام به في الديمقراطية الناشئة».[38]
- المملكة المتحدة: تم وضع قوات الأمن البريطانية في البلاد وعبر العالم في أقصى حالة تأهب. وتعهد رئيس الوزراء توني بلير بأن تقف بريطانيا «بشكل تام إلى جانب الولايات المتحدة» في المعركة ضد الإرهاب. أعربت الملكة إليزابيث عن «عدم التصديق الشديد والصدمة الكاملة».[18] وفي لندن سمحت جلالة الملكة شخصيا بعزف النشيد الوطني الأمريكي في حفل تغيير الحرس في قصر باكينغهام وتوقفت حركة المرور في المول خلال التكريم.[39] عقد إحياء ذكرى في كاتدرائية القديس بولس بحضور جلالة الملكة، وصاحب السمو الملكى الأمير تشارلز امير ويلز، رئيس الوزراء البريطاني توني بلير وكبار المسؤولين الحكوميين والسفير الأمريكي لدى المملكة المتحدة وليام فاريش، ممثلون عسكريون من كل من القوات المسلحة الأمريكية والبريطانية ومجموعة من الآلاف داخل وخارج الكاتدرائية.[40]
- الفاتيكان: البابا يوحنا بولس الثاني كرس خطابه الاسبوعى إلى تجمع الحجاج في ساحة القديس بطرس لمناقشة الاحداث. وفي إشارة إلى الهجمات بأنها «جريمة مروعة ضد السلام» و«اعتداء على الكرامة الإنسانية»، وقال: «أطلب من الله ان يمنح الشعب الأمريكي القوة والشجاعة التي يحتاجون إليها في هذه الأوقات الحزينة والعصيبة.»[41] جثا يوحنا بولس الثاني أيضا على ركبتيه في الصلاة في قداس في الفاتيكان.
- فيتنام: تعاطف قادة فيتنام مع الولايات المتحدة وأدانوا الإرهاب في الايام التي تلت الهجمات، لكنهم أدانوا أيضا اى «رد فعل انتقامي مبالغ فيه» مثل الضربات الجوية الأمريكية على العاصمة الأفغانية كابل في حين أيدوا حل للحالة في أفغانستان تحت رعاية الامم المتحدة. البلد مع جيرانه لاوس وكذلك بورما قد وقعتا على اتفاق لمكافحة الإرهاب الدولي.[42]
- يوغوسلافيا: الرئيس اليوغوسلافي فويسلاف كوشتونيتسا ورئيس الجبل الاسود ميلو جوكانوفيتش ادانوا الهجمات حيث ذكر كوشتونيتسا «لم أجد كلمة ادانة قوية بما فيه الكفاية.» يوم التذكر أعلن يوم 14 سبتمبر 2001 في الجبل الأسود.[43][44]

## العالم الإسلامي والشرق الأوسط
تقريبا جميع الزعماء السياسيين والدينيين المسلمين أدانوا الهجمات. وكان من بين القادة الذين شجبوا بشدة الهجمات قادة مصر (حسني مبارك)، والسلطة الفلسطينية (ياسر عرفات)، وليبيا (معمر القذافي)، وسوريا (بشار الأسد)، وإيران (محمد خاتمي)، وباكستان (برويز مشرف). الاستثناء الوحيد هو العراق عندما قال الرئيس العراقي صدام حسين أن «رعاة البقر الاميركيين يجنون ثمار جرائمهم ضد الإنسانية». أعرب صدام في وقت لاحق عن تعاطفه تجاه الأمريكيين الذين قتلوا في الهجمات.
في عام 2008، نشر جون إسبوسيتو وداليا مجاهد نتائج جهد استمر ست سنوات لاستطلاع ومقابلة عشرات الآلاف من المسلمين في أكثر من 35 بلدا ذات أغلبية مسلمة أو أقليات كبيرة حول ردود الفعل على هجمات 11 سبتمبر. وقال 23.1 في المائة من الذين شملهم الاستطلاع أن الهجمات كانت مبررة بشكل ما وأن 7 في المائة اعتبروا أنها «مبررة تماما». وحسب ابحاث بيو، غالبية المسلمين لا تؤمن بقصة 11/9 الرسمية.
- / أفغانستان: أدان حكام طالبان الهجمات، ولكنهم رفضوا بشدة التلميحات القائلة بأن أسامة بن لادن، الذي منح حق اللجوء في أفغانستان، يمكن أن يكون وراءها.[52]
- أذربيجان: تجمع الأذربيجانيين في ساحات المدينة لإضاءة الشموع والصلاة وتقديم التمنيات الطيبة.
- البحرين: أدان الملك حمد بن عيسى آل خليفة هجمات 9/11.
- بنغلاديش: تجمع الناس في المساجد للصلاة، وأدان رجال الدين الهجمات.[15]
- مصر: شجب الرئيس المصري حسني مبارك بشدة بالهجمات.
- إندونيسيا: اعربت رئيسة إندونيسيا ميجاواتي سوكارنوبوتري على الدعم العام للحرب العالمية على الإرهاب، ووعدت بتنفيذ قرارات مكافحة الإرهاب؛ بيد أن الحكومة الاندونيسية عارضت عملا عسكريا امريكيا أحادي الجانب في أفغانستان، وبالتالي، اتخذت اجراءات محدودة في دعم الجهود الدولية لمكافحة الإرهاب. وبالإضافة إلى ذلك، تجمع العديد من الإندونيسيين على الشواطئ للصلاة من اجل ضحايا الهجمات.
- إيران: أدان الرئيس الإيراني محمد خاتمي[53][54][55] والزعيم الأعلى آية الله علي خامنئي الهجمات واستنكروا الارهابيين الذين نفذوا تلك الأعمال. التزم الإيرانيون الذين تجمعوا في مباراة كرة القدم في طهران بعد يومين من هجمات 11 سبتمبر لحظة صمت. كان هناك أيضا تظاهرة ليلية على أضواء الشموع. حضرت حشود ضخمة تظاهرات على ضوء الشموع في إيران، والتزم 60,000 متفرج دقيقة صمت في ملعب طهران لكرة القدم.[56][57] يوم الثلاثاء 25 سبتمبر 2001، قال الرئيس الخامس الإيراني، محمد خاتمي، الذي التقى بوزير الخارجية البريطاني جاك سترو: «إن إيران تفهم تمامًا مشاعر الأمريكيين بشأن الهجمات الإرهابية في نيويورك وواشنطن في 11 سبتمبر». وقال انه بالرغم من أن الإدارات الأمريكية كانت غير مبالية بالعمليات الإرهابية في إيران (منذ عام 1979) إلا أن الإيرانيين شعروا بدلا من ذلك بشعور مختلف وأعربوا عن مشاعر تعاطفهم مع الأمريكيين المكلومين في الحوادث المأساوية التي وقعت في المدينتين. وذكر أيضا أنه «ينبغي ألا تعاقب الأمم بدلا من الإرهابيين».[58] وفقا لموقع إذاعة فردا، في عام 2011، في ذكرى الهجمات، نشرت وزارة الخارجية الأمريكية، منشور في مدونتها، حيث شكرت الوزارة الشعب الإيراني على تعاطفهم وذكرت أنهم لن ينسون لطف الشعب الإيراني في تلك الأيام القاسية. وتشير هذه الأخبار في موقع إذاعة فاردا على الإنترنت إلى أنه بعد إطلاق أخبار الهجمات ، تجمع بعض المواطنين الإيرانيين أمام سفارة سويسرا في طهران، التي تعمل كدولة حامية للولايات المتحدة في إيران، للتعبير عن تعاطفهم وأضاء بعضهم الشموع كرمز للحداد.[59]
- العراق: بعد أن برر صدام حسين أولا هجمات 11 سبتمبر، أعرب بعد بضعة أشهر عن تعاطفه مع الضحايا والأمريكيين الذين قتلوا في الهجمات.
- إسرائيل: بعد يوم من هجمات 11 سبتمبر ، أدان رئيس الوزراء الإسرائيلي أرييل شارون الهجمات وحث العالم على محاربة الإرهاب وأعلن يوم حداد وطني تضامنا مع الولايات المتحدة.[18] ولإحياء ذكرى ضحايا الهجمات الإرهابية وتكريما لهم، تم بناء ساحة 11 سبتمبر التذكارية الحية، وهو مركز صممه إليعازر فايشوف، في راموت بالقدس.
- الأردن: أدان الملك عبد الله الثاني هجمات 11 سبتمبر. ووقع كثير من الأردنيين رسائل تعاطف وتعازي.[بحاجة لمصدر]
- كازاخستان: عرضت الحكومة القازاقية باستخدام مجالها الجوي للإغاثة وقدمت تعازيها.[15]
- الكويت: أدانت الحكومة الكويتية واستنكرت هجمات 11 سبتمبر. اصطف بعض الكويتيين في مستشفيات الهلال الأحمر للتبرع بالدم.
- قرغيزستان: قدمت حكومة قيرغيزستان تعازيها، فضلا عن عرضها استخدام مجالها الجوي.
- لبنان: وأدان الرئيس اللبناني إميل لحود ورئيس الوزراء رفيق الحريري هجمات 11 سبتمبر. وقع الجنرالات اللبنانيون وأرسلوا رسائل تعاطف.
- ليبيا: أدان معمر القذافي الهجمات.
- ماليزيا: أدان رئيس الوزراء مهاتير محمد الهجمات فورا ووعد بمكافحة الإرهاب داخل ماليزيا.[60] منذ الهجمات، بدأت ماليزيا مع جارتها سنغافورة بالتعاون مع الولايات المتحدة من خلال تبادل المعلومات الاستخبارية وتنسيق التدابير الأمنية ضد الهجمات الإرهابية المحتملة وتعهدت بالدعم الكامل للجهد الذي تقوده الولايات المتحدة لمكافحة الإرهاب.[13][35]
- المغرب: حضر كبار المسؤولين الحكوميين احتفالا مسكونيا في كاتدرائية الرباط، بعد إدانة الملك محمد السادس من المغرب.[61]
- باكستان: أدان الرئيس الباكستاني برويز مشرف الهجمات. كما أدان بعض رجال الدين الإسلاميين في عدد قليل من المساجد الباكستانية الهجمات.[15] ومع ذلك، وجد استطلاع عام 2004 أن 65% من الباكستانيين ينظرون إلى أسامة بن لادن بشكل إيجابي.[62]
- قطر: أدان الأمير حمد بن خليفة آل ثاني هجمات 11 سبتمبر وندد بالإرهابيين الذين قاموا بها.
- السودان: ندد القادة السودانيون وعدة رجال دين مسلمين في السودان بالهجمات.
- سوريا: أدان الرئيس السوري بشار الأسد أيضا الهجمات.
- طاجيكستان: ونددت الحكومة الطاجيكية بالهجمات. وتجمع الناس في الساحات لاضاءة الشموع، وصلوا الصلاة، وقدموا الامنيات الطيبة.
- تركيا: أدان الرئيس التركي أحمد نجدت سيزر ورئيس الوزراء بولنت أجاويد الهجمات. ثم أمرت الحكومة التركية بتنكيس جميع أعلامها ليوم حداد واحد.
- تركمانستان: قدمت تعازيها وعرضت استخدام مجالها الجوي لأغراض الإغاثة.
- أوزبكستان: ندد قادة أوزبكستان بالهجمات واتصلوا بالبيت الابيض لتقديم تعازيهم وعرضوا استخدام مجالها الجوي أيضا.
- اليمن: شجب رجال الدين في المساجد اليمنية بشدة الهجمات ووصفوها بأنها «جبانة» و«غير إسلامية».[15]

### الاحتفالات الفلسطينية
تم تصوير مجموعة من الفلسطينيين تحتفل في الشارع بعد سماع التقارير الإخبارية المحلية عن الهجمات على مركز التجارة العالمي ووفاة الآلاف من الأمريكيين. وذكرت فوكس نيوز أنه في عين الحلوة، أكبر مخيم للاجئين الفلسطينيين في لبنان، أطلق المحتفلون أسلحة في الهواء، حيث سمع إطلاق نار احتفالي مماثل في مخيم الرشيدية بالقرب من مدينة صور الجنوبية أيضًا. وأدان ياسر عرفات وجميع قادة السلطة الوطنية الفلسطينية تقريبا الهجمات وحاولوا فرض رقابة على وتشويه البث الإذاعي وغيره من التقارير الإخبارية الفلسطينية التي تبرر الهجمات في أمريكا، حيث قامت العديد من الصحف والمجلات والمواقع الإلكترونية والخدمات السلكية بنشر صور للاحتفالات العامة الفلسطينية. وزعمت السلطة الوطنية الفلسطينية أن مثل هذه الاحتفالات لم تكن ممثلة لمشاعر الشعب الفلسطيني، وقال وزير الإعلام ياسر عبد ربه إن السلطة الوطنية الفلسطينية لن تسمح «لبضعة أطفال» بتشويه الوجه الحقيقي للفلسطينيين. وفي محاولة لقمع المزيد من عمليات الإبلاغ، قال أحمد عبد الرحمن، أمين عام مجلس وزراء عرفات، إن السلطة الفلسطينية لا تستطيع «ضمان حياة» مصور وكالة أسوشيتد برس إذا تم بث لقطات قام بتصويرها لاحتفالات ما بعد 11 سبتمبر في نابلس. أثار بيان عبد الرحمن احتجاج رسمي من رئيس مكتب أسوشيتد برس، دان بيري.
ذكر جيمس بينيت في صحيفة نيويورك تايمز أنه في حين أن «معظم» البلدات في الضفة الغربية كانت هادئة، فإن بعض السائقين في القدس الشرقية كانوا يقومون بقرع بوق السيارات احتفالاً، فقد رأى رجلًا واحدًا يوزع الحلوى الاحتفالية. احتفلت جماهير غفيرة من الفلسطينيين في نابلس، وهي تهتف «أسامة بن لادن الحبيب، اضرب تل أبيب!» في حين منع أفراد السلطة الفلسطينية المصورين من التقاط الصور. تقول أنيت كروجر سبيتا من مجلة ARD التلفزيونية بانوراما أن اللقطات لم يتم بثها تظهر أن الشارع المحيط بالاحتفال في القدس هادئ. علاوة على ذلك ، تقول إن رجلاً في قميص أبيض حرض الأطفال وجمع الناس معاً من أجل اللقطة. ويقتبس تقرير بنوراما المؤرخ 20 سبتمبر 2001 من البروفيسور مارتن لوفلهولتس، الذي يشرح فيه أن المرء يرى في الصور أطفالا فلسطينيين مبتهجين وعدة بالغين، ولكن لا يوجد ما يشير إلى أن متعة هؤلاء الأطفال تتصل بالهجوم. وذكرت المرأة التي شاهدت الهتاف (نوال عبد فتح) بعد ذلك أنها عرضت عليها كعكة إذا احتفلت على الكاميرا، وكانت خائفة عندما شاهدت الصور على التلفزيون بعد ذلك.
كما كانت هناك شائعات بأن لقطات بعض الفلسطينيين الذين يحتفلون بالهجمات كانت لقطات قديمة من ردود الفعل الفلسطينية على الغزو العراقي للكويت في عام 1990. وقد ثبت أن هذه الشائعات خاطئة بعد ذلك بوقت قصير، وأصدرت شبكة سي إن إن بيانا بهذا الشأن. ووجد استطلاع أجرته مؤسسة فافو في السلطة الفلسطينية في عام 2005 أن 65% من المستجيبين دعموا «تفجيرات القاعدة في الولايات المتحدة وأوروبا».

## المنظمات غير الحكومية
- الاتحاد الأوروبي: حدد وزراء الخارجية الأوروبيون اجتماعاً طارئاً نادراً في اليوم التالي للهجمات لمناقشة رد مشترك، حيث أعرب المسؤولون عن تضامنهم مع الولايات المتحدة. ووصف مفوض العلاقات الخارجية، كريس باتن، الهجمات بأنها «عمل رجل مجنون».[18]
- حلف شمال الأطلسي: عقد اجتماع طارئ لسفراء التحالف في بروكسل. وعد الأمين العام، اللورد روبرتسون، الولايات المتحدة بأنها يمكن أن تعتمد على حلفائها في أمريكا الشمالية وأوروبا للحصول على المساعدة والدعم، وتعهد بأن المسؤولين لن يفلتوا منها.[18]
- الأمم المتحدة: أدان أعضاء مجلس الأمن التابع للأمم المتحدة الهجمات واعتمدوا القرار 1368 (2001) الذي أعربوا فيه عن استعدادهم لاتخاذ جميع الخطوات اللازمة للرد على هجمات 11 سبتمبر ومكافحة جميع أشكال الإرهاب وفقا لمسؤوليات الميثاق.[73] وقال كوفي عنان، الأمين العام للأمم المتحدة آنذاك: «إننا جميعا نشعر بالصدمة بسبب هذه المأساة الرهيبة».[18]

### المنظمات الإسلامية الأخرى
- ندد الباحث المسلم الشهير يوسف القرضاوي بالهجمات والقتل غير المبرر لآلاف المدنيين الأمريكيين بأنه «جريمة شنيعة» وحث المسلمين على التبرع بالدم للضحايا. ومع ذلك، انتقد «سياسة الولايات المتحدة المتحيزة تجاه إسرائيل» ودعا أيضا المسلمين إلى «التركيز على مواجهة العدو المحتل مباشرة»، داخل الأراضي الفلسطينية.[74] وأدان المرشد الروحي لحزب الله والرجل الديني الشيعي اللبناني محمد حسين فضل الله الهجمات.
- وقال أحمد ياسين، الزعيم الروحي لحماس: «نحن لسنا مستعدين لنقل نضالنا خارج الأرض الفلسطينية المحتلة. نحن لسنا مستعدين لفتح الجبهات الدولية، مهما عظم انتقادنا للموقف الأمريكي غير العادل». كما ذكر ياسين: «لا شك أن هذا نتيجة للظلم الممارسات الأمريكية ضد الضعفاء في العالم».[52][75]
- أدان حزب الله استهداف المدنيين في هجمات 11 سبتمبر.[76][77]

تشير الاستطلاعات التي أجرتها العربية المملوكة للسعودية وغالوب بعد عدة سنوات إلى بعض الدعم لهجمات 11 سبتمبر داخل العالم الإسلامي، حيث يعتقد 38% أن الهجمات غير مبررة، في حين يعتقد 36% أنها مبررة عندما تم استطلاع السعوديين في عام 2011. وجدت دراسة أخرى أجريت عام 2008، أنتجها جالوب، أن 7% من عينة المسلمين الذين تم استطلاع آرائهم يعتقدون أن هجمات 11 سبتمبر كانت «مبررة تمامًا».